# Menhir de Montcorbeau
Le menhir de Montcorbeau, également appelé menhir du Pré de l'Étang, est un menhir situé à Couesmes-Vaucé. Il date du néolithique et a été classé au titre des monuments historiques en 1971.
Il est situé au lieu-dit le Pré de l'Étang.
Il s'agit d'un menhir de 2.25 m de haut, à peu près cylindrique au pied avec un sommet assez large en biseau. Malheureusement, les années ont eu raison de ce mégalithe en l'amputant de son sommet. 
Toutefois, ce menhir est riche en histoire par une légende, qui a été résumée ainsi :

« Dans la nuit de Noël, au moment des 12 coups de minuit, cette pierre se retourne sur elle-même, et celui qui voudrait voir ce spectacle reçoit une paire de claques, l'obligeant à retourner la tête, afin de ne pas observer ce phénomène. »

## Galerie

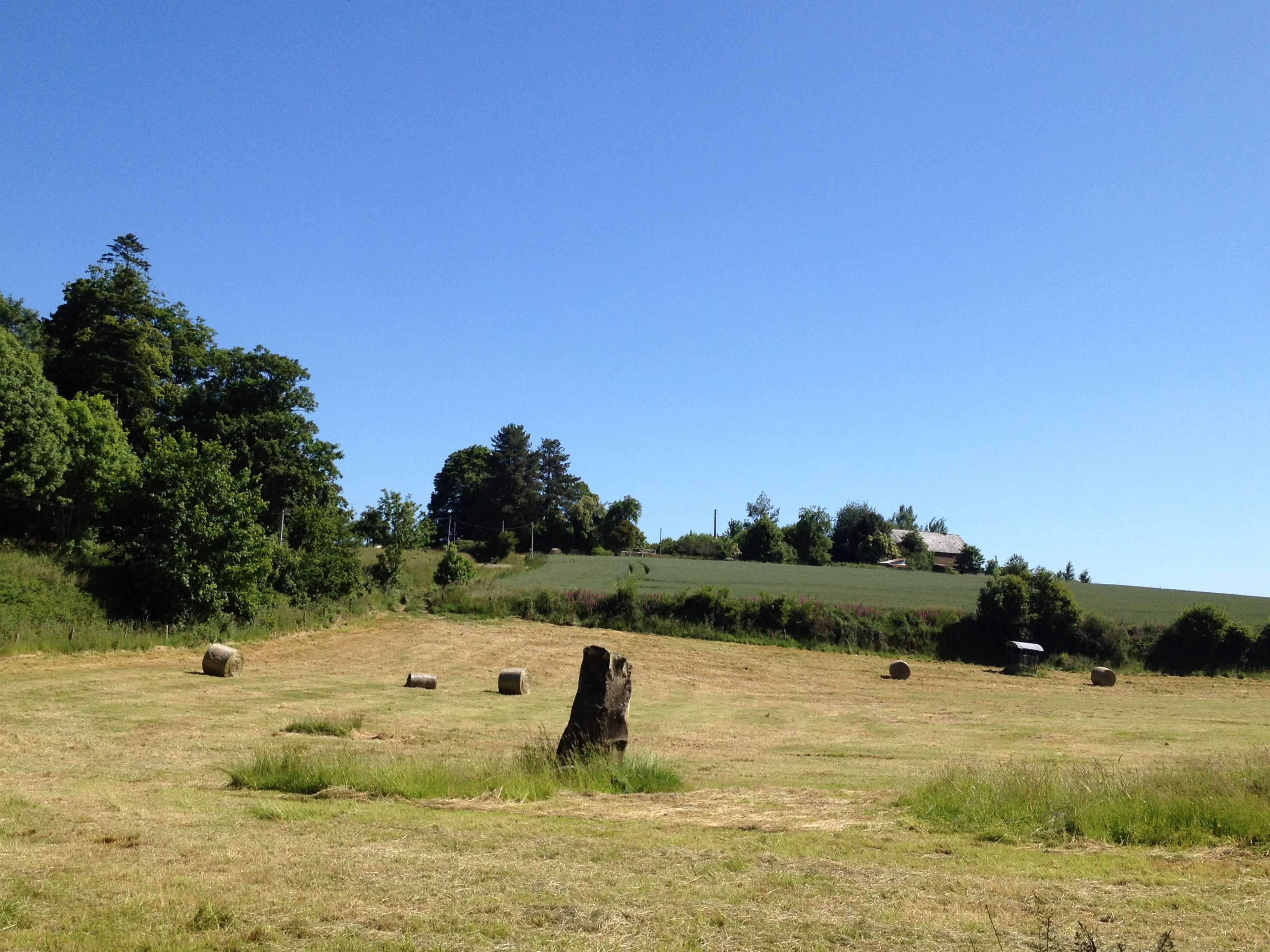
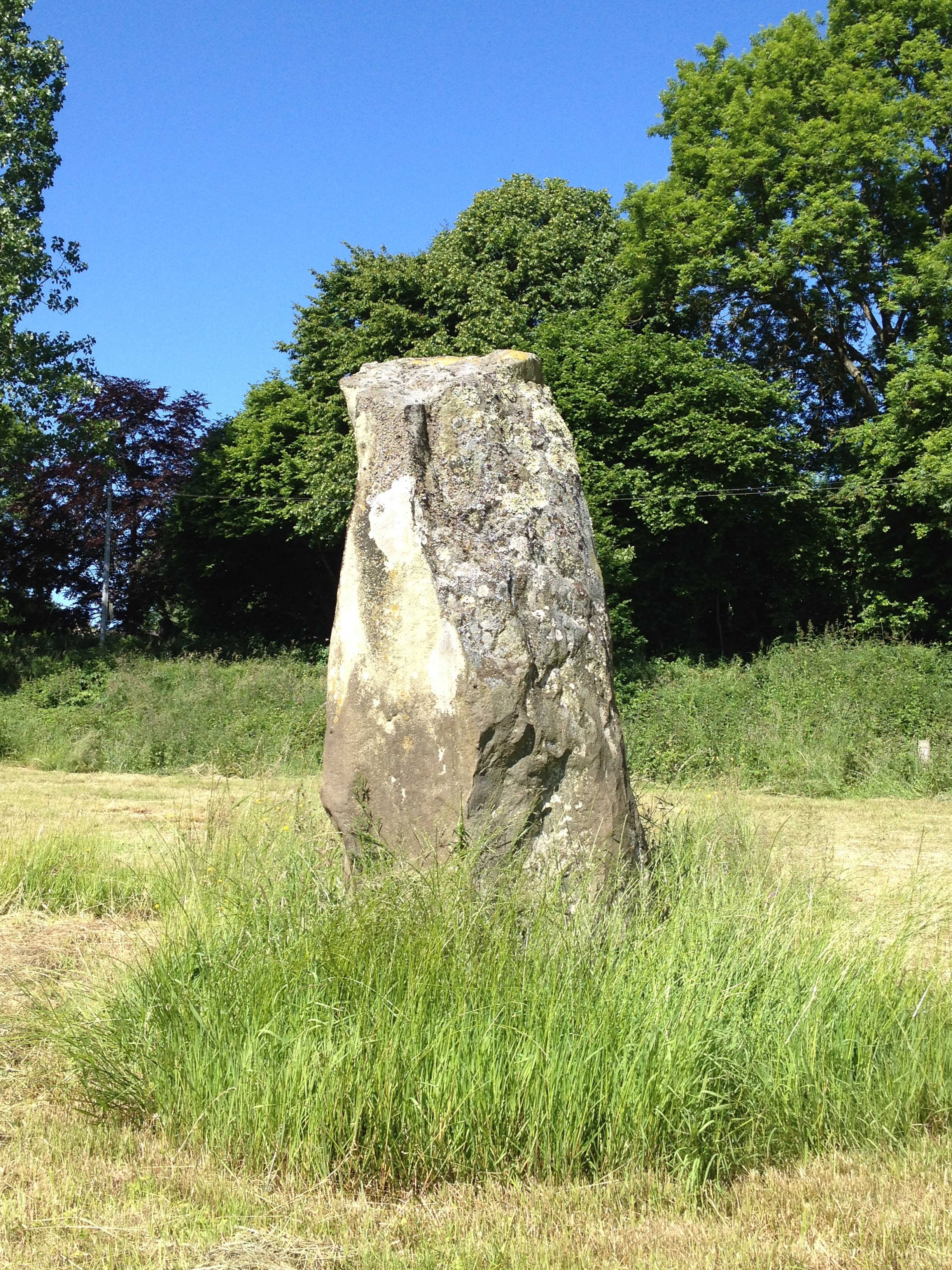
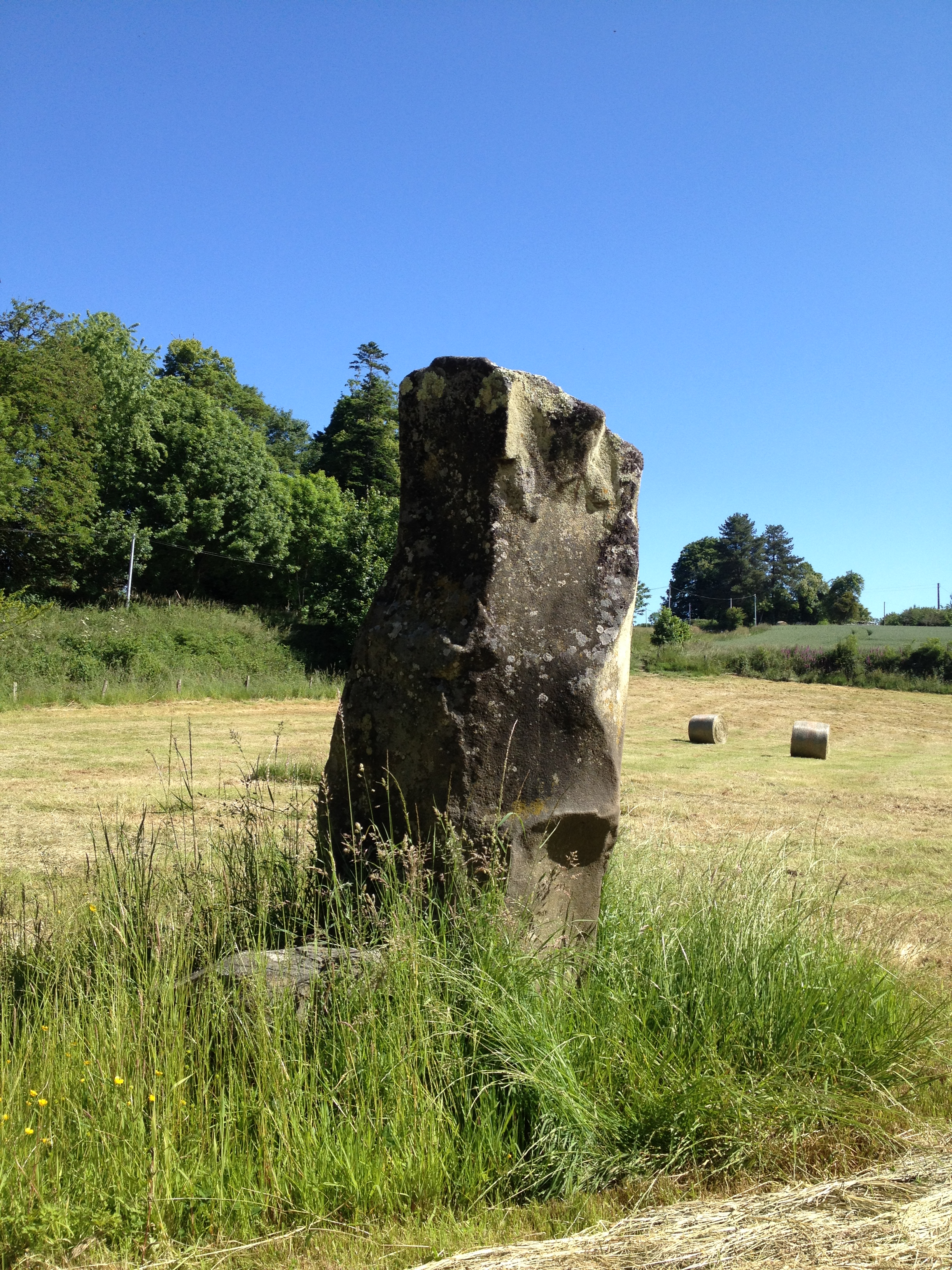
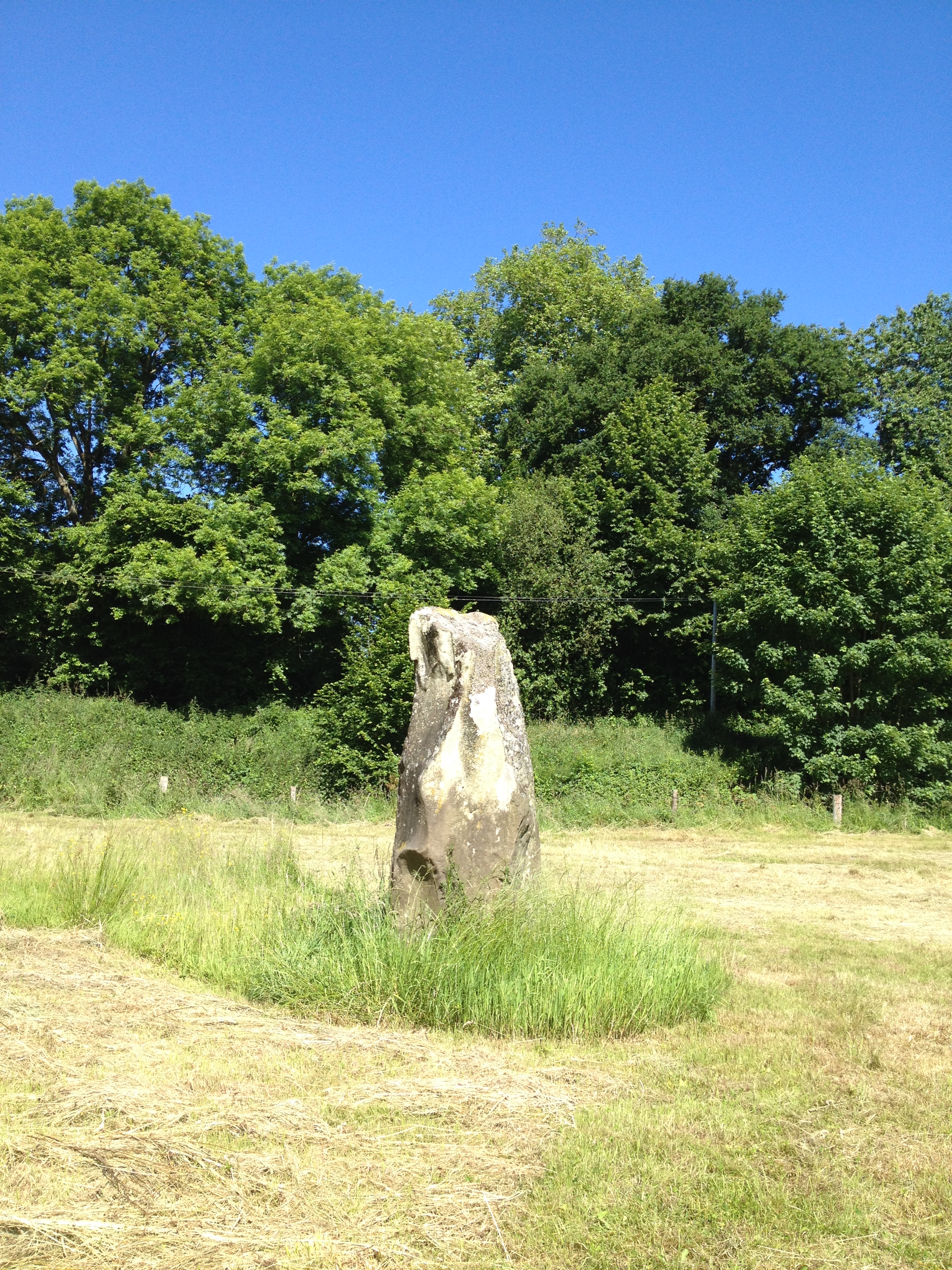